# Джонсон, Эри
Эри Джонсон (настоящее имя — Эриовальдо Джонсон Араужо Оливейра; 22 декабря 1960 [1961]; Рио-де-Жанейро, Бразилия) — бразильский актёр театра и кино, телеведущий, комик. Наиболее известен ролью жулика Лижейру в телесериале «Клон».

## Биография
Родился 22 декабря 1960 (1961) года в Рио-де-Жанейро.
Изначально участвовал в программе артиста Карлоса Империала на ныне несуществующем телеканале «Rede Tupi» в танцевальном конкурсе 1978-го года, на котором Джонсон представил себя как «Джонсон да Тижука».
В этом же году мужчина дебютировал в качестве одного из барменов ночного клуба в «Dancin' Days», но в 1986 году Джонсон получил традиционную роль в теленовелле «Hipertension» (Hipertensão). Вскоре талант к юмору и подражаниям его привёл к мыльным операм и кино.
В 1990-х годах Джонсон принимал участие в телевизионной программе «Вы решаете» (Você Decide), где сыграл обманщика Чико Лопеса из Кишады в эпизоде «Кто убил Розу Бранка?».
В 2015 году состоялась премьера программы «Tomara que Caia», которая сочетает в себе игры и юмор. Формат был создан телевизионной сетью TV Globo.
В 2017 году, после шести лет отсутствия в мыльных операх, RecordTV пригласил Джонсона сыграть в мыльной опере «Белавентура» в роли Коринто, депрессивного Шута.
В 2020 году Джонсон стал ведущим программы «Loterj de Prêmios». В 2021 году программа прекратила своё существование.
В 2022 году был нанят на телеканал  «RedeTV!» для программы «Bom Dia Vosê», вскоре решил покинуть студию.
В телесериале «Клон» сыграл роль жулика по имени Лижейру с напарником Рапазау.

### Личная жизнь
- 2 апреля 2016 года женился на студентке-медике Элис Соуто, которая моложе Джонсона на 29 лет.  Отношения продлились не долго.